# Josep Closells
Josep Closells (també conegut com Clossells, Clausells o Clausellas) va ser un organista del segle xviii.
L'octubre de 1737 va ser el successor del seu pare Gregori Closells en el càrrec d'organista a l'església parroquial de Santa Maria del Mar de Barcelona, quan aquest es va jubilar a causa del seu delicat estat de salut. Hi ha documents que certifiquen que Josep Closells encara residia a la parròquia de Santa Maria del Mar l'any 1751.
S'han conservat diverses sonates atribuïdes a Closells, Clausells o fins i tot Clausellas com a autor. No queda clar si aquestes obres són de Josep Closells o del seu pare Gregori. Tanmateix, l'estil galant d'aquestes sonates fan pensar que són de Josep Closells i no del seu pare.